# Province de Chachapoyas
La province de Chachapoyas (en espagnol : Provincia de Chachapoyas) est l'une des sept provinces de la région d'Amazonas, au Pérou. Son chef-lieu est la ville de Chachapoyas, qui est également la capitale de la région.

## Géographie
La province couvre une superficie de 3 312,37 km2. Elle est limitée au nord par les provinces de Luya et de Bongará, à l'est par la région de San Martín et la province de Rodríguez de Mendoza, au sud par la région de San Martín, à l'ouest par la région de Cajamarca.

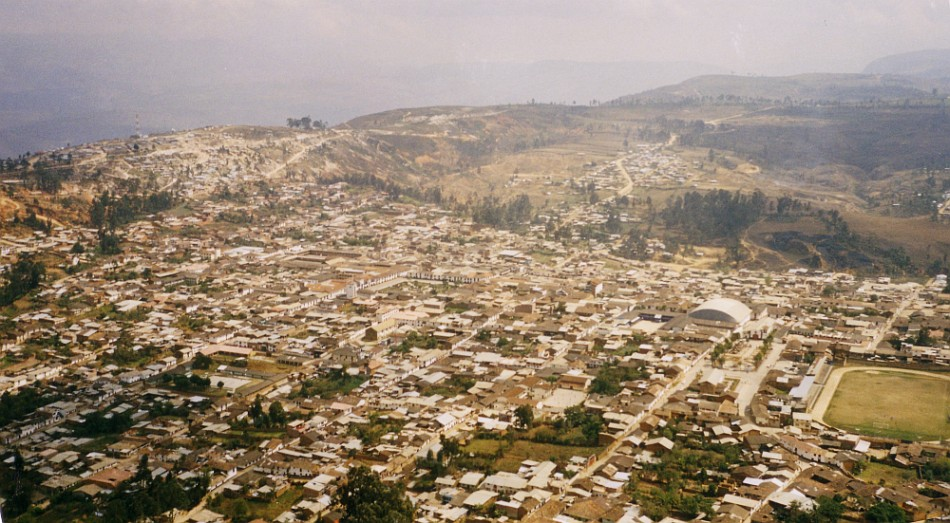
Une vue aérienne de la Province de Chachapoyas

## Population
La population de la province s'élevait à 49 573 habitants en 2005.

## Subdivisions
La province est subdivisée en 21 districts :
- Asunción
- Balsas
- Chachapoyas
- Cheto
- Chiliquin
- Chuquibamba
- Granada
- Huancas
- La Jalca
- Leimebamba
- Levanto
- Magdalena
- Mariscal Castilla
- Molinopampa
- Montevideo
- Olleros
- Quinjalca
- San Francisco de Daguas
- San Isidro de Maino
- Soloco
- Sonche

## Sites remarquables
- La ville de Chachapoyas et son architecture coloniale,
- Le lac des Condors.